# Gazi (krijger)

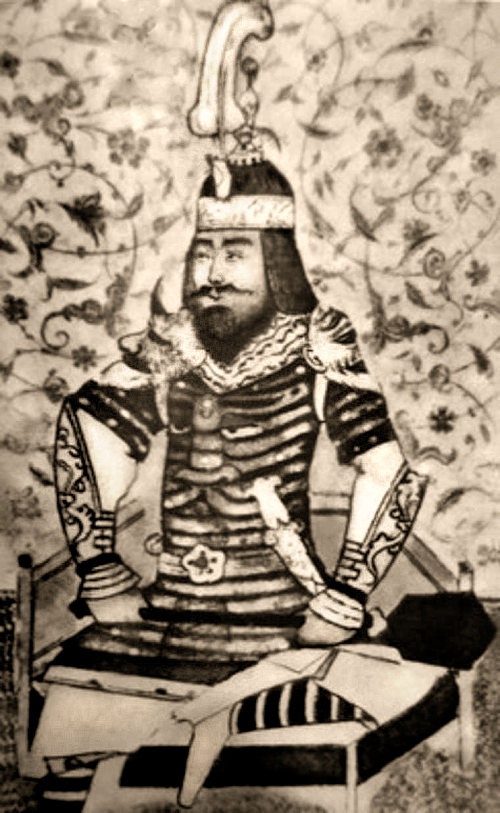
De Turkse vorst Timoer Lenk versloeg de Hospitaalridders in Izmir in 1402. Sindsdien nam hij ook de titel van Gazi aan.

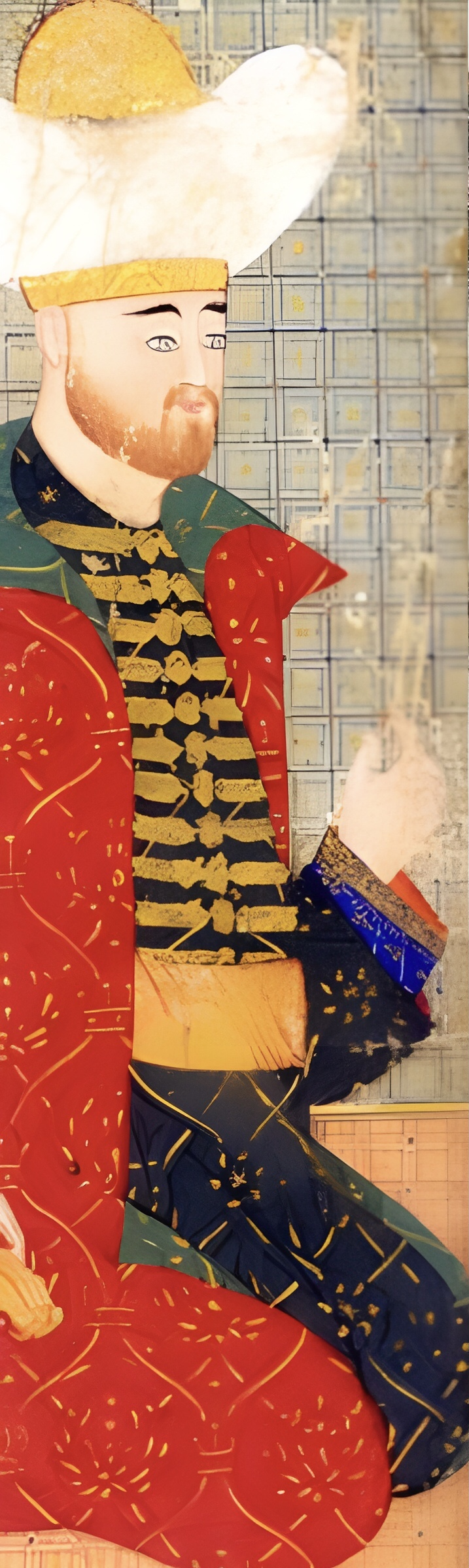
De Osmaanse Sultan Bayezid I gebruikte de titel van gazi, toen hij in 1396 een geallieerde West-Europese kruisvaarders-leger versloeg in de Slag bij Nicopolis - ook wel de laatste Kruistocht genoemd.

Gazi (غازي, ġāzī) is een Arabische term die oorspronkelijk verwijst naar een krijger die deelneemt aan de Gaza (Arabisch: عزو, ġazw), wat een militaire expeditie of raid in vijandig grondgebied betekent. Na de invallen van de kruistochten in de elfde eeuw en van de Mongolen in de twaalfde eeuw, kreeg het concept gaza een religieuze connotatie in de zin van strijd om de moslimlanden te beschermen. Vanaf de veertiende eeuw profileerden vele moslimvorsten zich met de prestigieus en legitimerend titel van gazi. De term Gazi dateert al sinds de Samanidische periode, waar het gebruikt werd door Turkse krijgers in Khorasan en Transoxanië.
De term gaza verwees in de originele betekenis naar een ‘inval in vĳandelĳk gebied’; in deze betekenis werd de term trouwens in Westerse talen overgenomen als razzia. Het begrip had een offensieve connotatie in de zin van het uitbreiden van politieke macht. De islamitische vorsten begonnen gazi (een persoon die de
gaza onderneemt) daarom als een eretitel te gebruiken. Gaza werd beschouwd als farz-i kifaye: een strĳd die gevoerd werd door een groep krĳgers ten behoeve van de hele samenleving. Maar in geval van groot gevaar kon gaza ook gelden als farz-i ayn: een algemene plicht voor elke man in de gemeenschap.
Het gaza-concept bestond in de moslimwereld al vóór de opkomst van het Osmaanse Rijk. De gazi’s leefden in de grensgebieden van Khorasan tĳdens de Samaniden in de negende en tiende eeuw en maakten deel uit van de legers van het Seltsjoekenrijk. Zo voerde Selçuk, de oprichter van de Seltsjoeken-dynastie, na zĳn bekering tot de islam gaza-raids uit tegen de andere Oghuz-Turken in Khorasan. In het westen, veroverden de Turkse gāzī's gebieden aan het grens van het Byzantijnse rijk in Anatolië. Na de Slag bij Manzikert in 1071 breidden ze hun controle verder uit over de regio. Onder druk van de Mongoolse invallen in de vroeg dertiende eeuw vertrokken vele Turkse nomaden vanuit Perzië en Turkistan naar Anatolië.
De oorsprong van de gaza ligt in de vroeg-Islamitische futuwwa-beweging. De term gaza won daarin aan belang tĳdens de elfde eeuw, en dat vooral onder impuls van al-Nasir. Deze Abbasidische kalief wendde het concept aan in de strĳd om de moslimwereld te verdedigen toen deze werd aangevallen door de kruisvaarders in 1096 en tĳdens de dertiende eeuw door de Mongolen. Gaza-idee werd toen een onderdeel van de futuvva-beweging, een canon aan ethische regels om spirituele perfectie en heldenmoed na te streven.  Kalief al-Nasir wilde de verzwakte politieke macht van de Abbasiedische kalifaat in Bagdad herstellen en de moslimlanden organiseren tegen de aanvallen van de kruisvaarders.
Het futuvva-idee herleefde in dertiende eeuw in de Anatolisch-Turkse samenleving in de vorm van de ahi-organisaties. Ook de gazi’s opereerden als een onderdeel van de overkoepelende futuvva-beweging. Verschillende moslimcorporaties zoals de ahi's en de gazi's sloten zich aan onder deze overkoepelende futuwwa-beweging. De gaza werd gedurende deze periode de belangrijkste bron van legaliteit onder meer voor het Seltsjoekse Sultanaat van Rûm, de mammelukken in Egypte, de Osmanen en de Mogols in India.

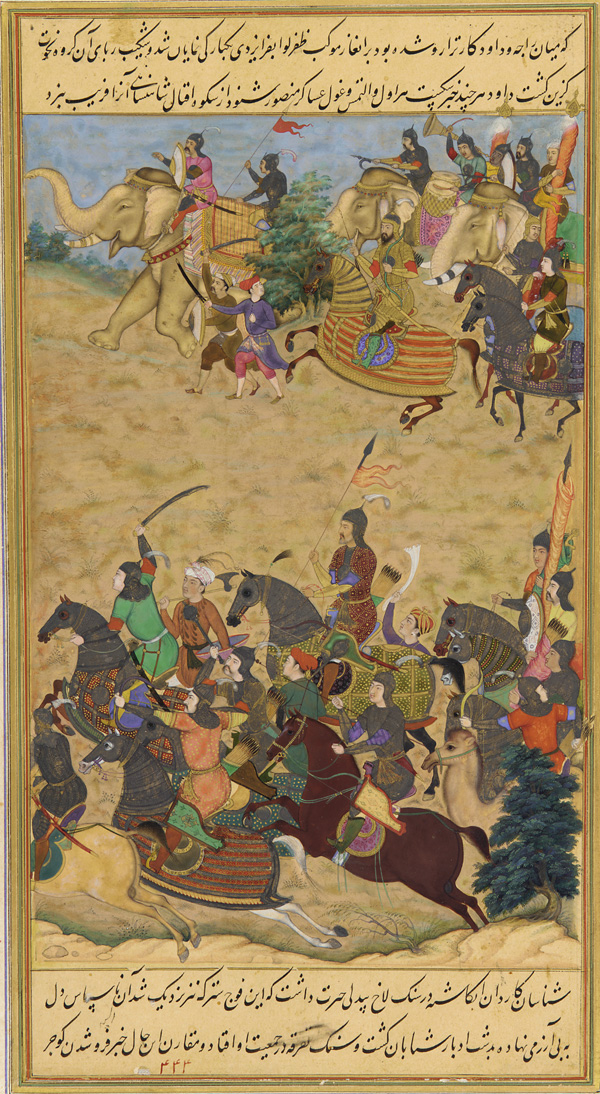
Akbar nam de titel van "gazi" aan toen hij een Mogolleger aanvoerde in de tweede slag bij Panipat, tegen de hindoeïstische vorst Hemu.

Toen Hulagu, de kleinzoon van Genghis Khan, Bagdad innam in 1258 beëindigde hij niet alleen het Abbasidische kalifaat maar ook de inspanningen van de kalief om de futuwwa te reorganiseren. Het futuwwa-idee zou een half eeuw later in de Anatolisch Turkse samenleving aan de marges van het Byzantijnse rijk opnieuw heropleven en zich ontwikkelen in de vorm van ahi-organisaties. De gazi-eigenschappen van de Osmaanse staat waren geworteld in deze historische proces.

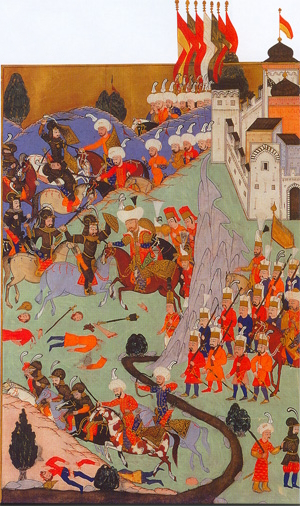
Het Osmaanse leger onder leiding van sultan Bayezid I verslaat de kruisvaarders in de Slag bij Nicopolis in 1396

In Risalet’ül Islam, een Turks theoretisch handboek van de islam uit de veertiende eeuw, is er een hoofdstuk over ‘de wegen van de gazi’s, waarin het concept gaza gebruikt werd in de betekenis van strijd met de vijand in naam van God. Deze didactische werken verschenen in deze periode in Anatolië om tegemoet te komen aan een publieke behoefte en om de Turkse nomaden en de gazi’s in de grensgebieden te onderrichten in de principes van de islam, het soefisme en de gaza-regels.
Volgens de islamitische principes werd gaza gezien als ‘farz-i kifaye’, i.e. een religieuze plicht die uitgevoerd kon worden door een kleine groep ten behoeve van de hele samenleving. Maar in geval van groot gevaar voor een moslimland kon de gaza ook gelden als ‘farz-i ayn’, i.e. een plicht voor elke man in de gemeenschap.  De Osmaanse kroniekschrijvers vermelden dat Sultan Murad II de algemene mobilisatie had afgekondigd toen in 1444 een West-Europees kruisvaarders-leger het Osmaanse grondgebied was binnengevallen. Nadat hij de christelijke coalitie had verslagen in de slag bij Varna, nam Murad Khan de titel van Sultan ul-Mujahiddin aan.
De Risalet’ül Islam geeft verder een overzicht van de criteria waaraan de gazi’s moeten voldoen opdat de opbrengsten van hun raid als ‘halal’ toegestaan kan worden.  Om een gazi te worden waren er negen religieuze regels: toestemming van de ouders; geen schulden hebben; iets van een levensonderhoud kunnen achterlaten voor de familie; gedurende de gaza voor zijn eigen levensonderhoud kunnen zorgen (om plundergedrag te voorkomen); de gaza moest aangevoerd worden door een moslimprins en moest de permissie genieten van de kalief als een rechtvaardige oorlog ten behoeve van de moslimgemeenschap; zijn kameraden helpen (om solidariteit en samenhang te stimuleren); verbood geweld tegen de lokale bevolking onderweg (soms werd het zelfs gestraft met executie om plunderen en verwonden van de bevolking te voorkomen), etc. De nadruk op de ‘helal’-aard van de gaza en de opbrengsten tonen aan dat het geenszins kan begrepen worden als ‘heilige oorlog’ waarin onbelemmerd doden en plunderen in naam van God gerechtvaardigd zijn. Oorlog wordt niet gezien als heilig, maar als een noodzakelijk politiek geweld dat best aan strikte regels onderworpen is zodat de sociale, culturele en economische bronnen geen grote schade oplopen.
De gaza was ook niet beschouwd als een bezigheid waarvoor men uitsluitend moslim moest zijn. Het stond ‘de ongelovigen die hun hoofdbelastingen hadden betaald’ toe ook hun deel van de opbrengst te nemen, indien ze samen met de moslims op gaza waren gegaan en geholpen hadden. Gaza had een wereldlijk aspect en een religieus ideaal die elkaar niet bepaald uitsloten. De Osmaanse staat was in de veertiende en vijftiende eeuw heel succesvol in de integratie van de autochtone christelijke elite in de Osmaanse heersende klasse. Een deel van de christelijke dynastieën en feodale heren waren geïntegreerd in het Osmaanse bestuur als vazalstaten die in tijden van oorlog optraden als hulptroepen. Bijvoorbeeld de aanwezigheid van Servische contingenten aan de zijde van sultan Bayezid I zowel in de Slag bij Nicopolis (1396) als bij Ankara (1402).
Het gaza-concept had ook wortels in de Turks nomadische tradities. De aantrekkelijke vooruitzicht op ganimet (buit) bracht een vitaliteit aan deze veroveringen. De alp-traditie van de Turkse nomaden vond een uiting in de gaza-beweging wanneer de Turken zich tot de islam hadden bekeerd. De gaza was een voortzetting van de alp-traditie en een resultaat van het islamitische concept van verovering, de feth.
Vanaf de veertiende eeuw werd de prestigieuze titel van gazi aangenomen door moslimvorsten die succesvol waren in het uitbreiden van het islamitisch grondgebied. De Osmanen zetten deze traditie verder en bouwden hun staat uit in belangrijke mate via dit gazi-instituut.

## Het Turks-nomadische gebruik van de term gaza
De Seltsjoek en Osmaanse interpretatie van het begrip gaza is geworteld in de pre-islamitische, Turks-nomadische politieke tradities. Osman Bey en zĳn volgelingen werden in de bronnen gelĳktĳdig aangeduid met de termen alp en gazi. Voor de pre-islamitische nomadische Turken betekende alp ‘moedige krĳger’, een eretitel die door vorsten aangenomen werd. Na hun bekering tot de islam gebruikten de Turken de titel alp gelĳktĳdig met de eretitel gazi.
Volgens de vijftiende-eeuwse Osmaanse kroniekschrijver Asikpasazade vormde zich rond Osman een groep van krijgers bestaande uit alpen en ‘kameraden’ (nöker/yoldaş) die onder zijn leiding deel namen aan de gaza, in ruil voor land in ‘apanage’ (yurtluk). Hij wees naar grensheren zoals Turgut Alp, Konur Alp, Akça Koca en Samsa Çavuş.  De sociale groep die later de gaziyan zou worden genoemd waren dezelfde mensen als deze alpen en nökers. De alp’s (krijger) waren afstammelingen van de nomadisch Turkse aristocratische families.
De titel van nöker/yoldaş (wapenbroeder/kameraad) werd verleend via een ceremoniële eedaflegging van trouw op het zwaard. De Byzantijnse gouverneur van Harmankaya, Köse Mihal (baardeloze Michael), werd gevangengenomen tijdens een raid, kreeg vergiffenis en werd een nöker, wapenbroeder van Osman Gazi. De rang van aanvoerder van de akındjı werd hereditair in de familie van Köse Mihal. Zijn afstammelingen behoorden tot de Mihal-oğlu (letterlijk: de zoon van Mihal). Verder waren er nog andere aristocratische dynastieën zoals de Malkoç-oğlu (oorspronkelijk Malkovich), Evrenos-oğlu en Turahan-oğlu die verdienstelijk waren in de verovering van de Balkan. In tijden van oorlog gingen zij het leger voor en ondernamen raids in het grondgebied van de vijand om inlichtingen in te winnen en de wegen en bruggen te beveiligen. Hun naam komt van het Turkse zelfstandig naamwoord akın, afgeleid van akmak = vloeien, instromen. In die zin betekende het ‘flow’ in het grondgebied van de vijand.

## Verschil tussen de concepten gaza, jihad en heilige oorlog
Er heeft lang een conceptuele misvatting bestaan over de termen gaza, jihad en heilige oorlog. In de westerse werken wordt de term gaza vertaald als synoniem van heilige oorlog en jihad. Zo heeft ook Paul Wittek de term gaza gelezen als het ‘spiegelbeeld’ van de westerse kruistochtideologie. Maar de begrippen gaza, jihad en heilige oorlog hebben elk een specifieke semantische en historische context.
De term heilige oorlog is in de eerste plaats een Europees concept en kende eigen connotaties binnen verschillende historische contexten. Binnen een christelijk referentiekader is religieus verschil de voornaamste reden om een heilige oorlog te starten. Heilige Oorlog ging gepaard met bekeringsdrang en werd gekarakteriseerd door religieuze onverdraagzaamheid die het samenleven van verschillende religies bemoeilijkte. De term impliceerde dus een categorische vijandigheid van het christendom tot andere religies. Tijdens de kruistochten, die de bevrijding van Jeruzalem als ultiem doel hadden, werd het gebruik van geweld gerechtvaardigd door de haat tegenover de ‘ongelovige Turk’ en zijn ketterse religie.  Al in 1095, tijdens het Concilie van Clermont-Ferrand, riep paus Urbanus II op tot de Eerste Kruistocht en beschreef hij de Seltsjoek-Turken als een ‘vervloekt ras’. ‘Het uitroeien van dat verachtelijke ras’ noemde hij ‘een christelijke en heilige plicht.’  Zoals Norman Housley, een gezaghebbend historicus van de kruistochten, het omschreef: ‘Het voornaamste kenmerk [van het christendom dat de kruistochten ondernam] was een a priori vijandigheid jegens de Turken en het verlangen naar hun ondergang.’
Sinds de late veertiende eeuw waren de kruistochten steeds meer gericht op het verdrijven van de moslim Turken uit Europa. Een christelijke heilige oorlog tegen de moslim-Turken was dus ingebed in een lange culturele traditie van conflict met de islam. Wittek interpreteerde het concept gaza precies vanuit die culturele achtergrond toen hij het vertaalde als heilige oorlog. Hij heeft gaza gelezen en beschreven als een soort ‘spiegelbeeld’ van de westerse kruistochtideologie. De termen gaza, jihad en heilige oorlog werden later in veel wetenschappelijke studies als inwisselbare synoniemen gebruikt. De termen gaza en jihad betekenden oorspronkelijk geenszins heilige oorlog.
Het concept jihad werd in de vroeg-Osmaanse bronnen niet gebruikt. Voorts hebben studies aangetoond dat het concept jihad, toen het eenmaal zijn intrede deed bij de Osmanen, niet werd gebruikt in de zin van aanhoudende oorlogsvoering om de territoria van de islam uit te breiden.  Het Arabische woord jihad betekent letterlijk ‘streven in het pad van God’. Dat verschilt dus duidelijk van het concept heilige oorlog, waar vijandigheid op basis van religieus verschil en bekeringsdrang centraal staan. De term jihad had zowel de betekenis van morele en spirituele zelfverbetering als van strijd voor de moslimgemeenschap of umma indien deze van buitenaf bedreigd werd. De tweede betekenis won pas na 1857 aan belang tijdens het verzet tegen de Europese koloniale expansie, eerst onder de moslims in India, later in de Arabische wereld en tijdens de Eerste Wereldoorlog ook in het Osmaanse rijk. De jihad in de betekenis van verzet tegen de Europese expansie is dus een vrij moderne interpretatie.
De term gaza verwees in de originele betekenis naar een ‘inval in vijandelijk gebied’; in deze betekenis werd de term trouwens in Westerse talen overgenomen als razzia.  Het begrip had een offensieve connotatie in de zin van het uitbreiden van politieke macht. De islamitische vorsten begonnen gazi (een persoon die de gaza onderneemt) daarom als een eretitel te gebruiken.  Gaza werd beschouwd als farz-i kifaye: een strijd die gevoerd werd door een groep krijgers ten behoeve van de hele samenleving. Maar in geval van groot gevaar kon gaza ook gelden als farz-i ayn: een algemene plicht voor elke man in de gemeenschap. Het gaza-concept bestond in de moslimwereld al vóór de opkomst van de Osmanen.  De gazi’s leefden in de grensgebieden van Khorasan tijdens de Samanieden in de negende en tiende eeuw en maakten deel uit van de legers van het Seltsjoekenrijk. Zo voerde Selçuk, de oprichter van de Seltsjoekdynastie, na zijn bekering tot de islam gaza-raids uit tegen de andere Oghuz-Turken in Khorasan.  De term gaza won vervolgens aan belang tijdens de elfde eeuw, en dat vooral onder impuls van al-Nasir. Deze Abbasidische kalief wendde het concept aan om de strijd ter verdediging van de moslimwereld te legitimeren toen deze werd aangevallen door de kruisvaarders en tijdens de dertiende eeuw ook door de Mongolen. Gaza werd toen een onderdeel van de futuvva-beweging, een canon van ethische regels om spirituele perfectie en heldenmoed na te streven.  Het futuvva-idee herleefde in de Anatolisch-Turkse samenleving in de vorm van de ahi-organisaties. Ook de gazi’s opereerden als een onderdeel van de overkoepelende futuvva-beweging. Kort samengevat, de betekenis van gaza verschilt sterk van heilige oorlog.